# Туризм на Мадагаскаре

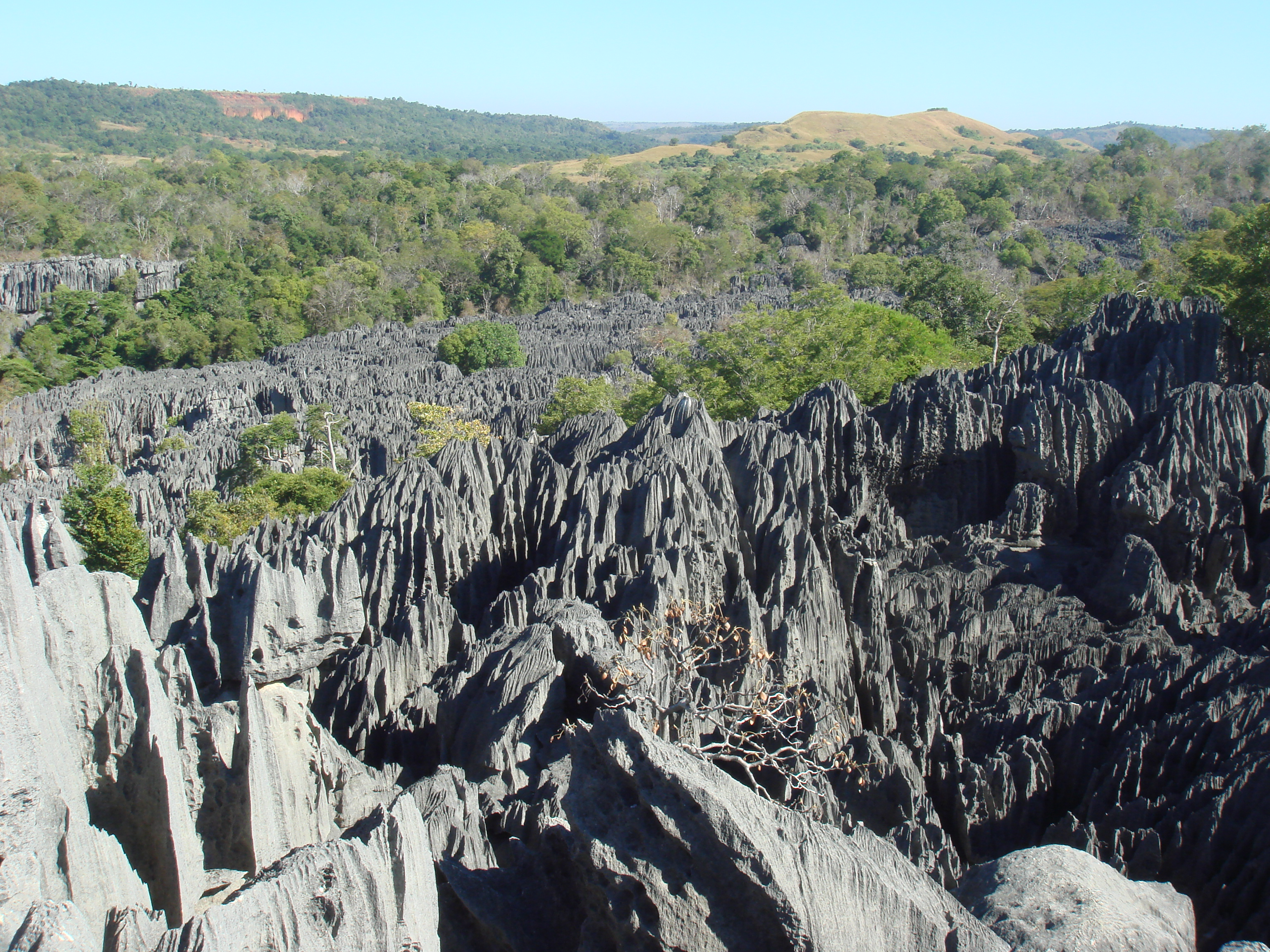
Заповедник Цинги-де-Бемараха

Туризм на Мадагаскаре является одним из основных источников роста экономики страны. Развитие туристической индустрии тормозит политическая нестабильность.
В первую очередь это островное государство Восточной Африки в Индийском океане привлекает туристов своей неповторимой природой, официально признанной феноменом исключительной эстетической важности. Развиты здесь также познавательные и активные виды отдыха.

## Экотуризм
Остров Мадагаскар широко известен в мире как место огромного скопления видов-эндемиков (около 80 % всего видового состава) животного и растительного мира. Исключительно богатая и разнообразная флора и фауна острова привлекают сюда не только многочисленных ученых, но и туристов со всего мира.
Здесь можно увидеть океан и горы, мангровые заросли и известняковые обрывистые плато, влажные тропические леса и высокогорные прерии, озера и водопады, потухшие вулканы и древние захоронения в пещерах, уникальные карстовые ландшафты и запутанные системы рек.
Число же уникальных представителей фауны, от насекомых и птиц до пресмыкающихся и млекопитающих, обитающих здесь, поразит каждого любителя «зеленого туризма». Среди эндемиков Мадагаскара числятся: лемуры, мунго, циветы, незомииды, фоссы, лучистые и паучьи черепахи, ракши, пастушковые куропатки, разнообразные ящерицы, пауки, рукокрылые и множество других удивительных существ.
Всего на Мадагаскаре насчитывается 59 охраняемых территорий, занимающих 17 553 км² суши (2,95 %) и 4 558 км² моря (0,38 %). Из них — 5 природных заповедников, 21 национальный парк, 20 заказников и 8 участков устойчивого природоиспользования. В 2007 шесть национальных парков Мадагаскара (Андрингитра, Андухахела, Захамена, Марудзедзи, Масуала и Ранумафана) вошли во Всемирное наследие ЮНЕСКО под названием Влажные тропические леса Ацинананы.
Самым крупным на Мадагаскаре является заповедник Цинги-де-Бемараха, расположенный в западной части острова и также внесенный в список всемирного наследия ЮНЕСКО.
Все визиты в парки должны проходить с официальным гидом. Для туристов на территории проложены специальные пешеходные тропы различной длительности и уровня сложности и речные маршруты, разработано множество интересных экскурсионных программ.
В большинстве парков и заповедников, а также рядом с ними оборудованы лагеря для кемпингов, готовые принять посетителей после экскурсий.

## Пляжи и курорты

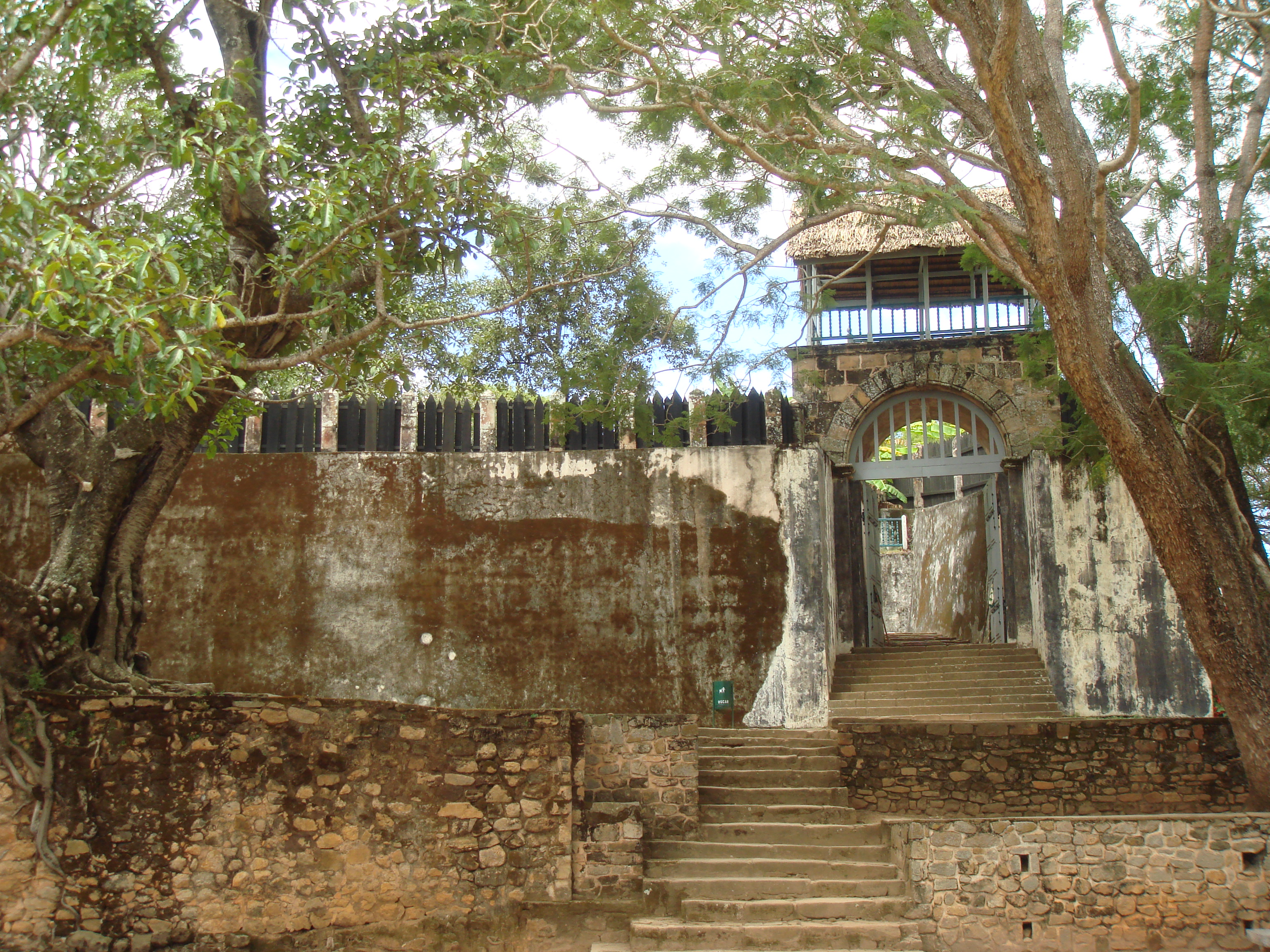
Королевский холм Амбохиманга

Линия побережья Мадагаскара составляет около 5000 километров. Здесь расположена масса диких и окультуренных отличнейших пляжей, которые условно можно разделить на пляжи большого Мадагаскара и близлежащих мелких островов.
В пределах республики Мадагаскар расположено множество курортов, самыми известными из которых можно считать Андуани, Анцирабе, Амбухиманга, Амбуситра, Мурундава, острова Нуси-Бураха и Нуси-Бе, Маруанцетра и другие.
Курорты располагаются по всему большому Мадагаскару, но в целом считается, что лучше отдыхать на западном побережье, где гораздо меньше акул, чем на восточном.
Все пляжи страны могут похвастать великолепными пейзажами, крупным светлым песком, красивейшим прозрачным океаном, однако далеко не все обустроены по последнему слову туристической моды, особенно на небольших островах. Сюда едут в основном за отдыхом в нетронутых местах природы, а не за повышенным комфортом. Однако, и на Мадагаскаре есть свои исключения, например, пляжи курорта Нуси-Бе («визитная карточка» островных курортов) с роскошными отелями и престижными ночными клубами.

## Активный отдых
В качестве активного времяпрепровождения курорты Мадагаскара предлагают туристам:
- дайвинг (больше всего коралловых рифов в юго-западной части острова),
- яхтинг,
- сёрфинг и виндсёрфинг,
- скалолазание,
- посещение пещер,
- кайтинг,
- рафтинг,
- сноркелинг,
- трекинг,
- мотоциклетные рейды по бездорожью,
- спортивную рыбалку,
- подводную охоту.

Благодаря разнообразным географическим условиям побережья найдут на Мадагаскаре место для применения своих умений как начинающие, так и опытные последователи вышеописанных видов спорта.

## Экскурсионные программы
На Мадагаскаре причудливым образом смешались сразу несколько культур: африканская, азиатская, европейская (в связи с французской колонизацией). Благодаря этому здесь на каждом шагу соседствуют археологические и культурные памятники разных эпох и народов.
Главным «экскурсионным» городом страны считается столица — Антананариву. Здесь находятся монументальный дворцовый комплекс Рува, усыпальницы мадагаскарских монархов, Музей археологии, рынки ремесленных изделий, большой Ботанический сад. Есть на что посмотреть любопытным туристам, ценящим историю, и в других населенных пунктах острова — Махадзанге, Амбуситре, Анциранане, Исалу.